# 杉並幼稚園
杉並幼稚園（すぎなみようちえん）は、東京都杉並区阿佐谷南二丁目にある東京都公認の私立幼稚園。

## 概要
大正14年に設立され、杉並区では最も古い歴史ある幼稚園である。園舎は東京大空襲で焼失されることなく、木造平屋建ての昔のままの状態で使用されている。
- 園主　宮坂公夫
- 園長　宮坂杏子

## 教育方針
- 健康で明るい子ども
- 自由でのびのび活動できる子ども
- きまりを守れる子ども
- 思いやりを持てる子ども

## アクセス
- JR 中央線 阿佐ケ谷駅　徒歩10分